# Kirsebergs kyrka
Kirsebergs kyrka är en kyrkobyggnad i Kirsebergsstaden i Malmö. Den är sedan 2014 församlingskyrka i Husie församling i Lunds stift.

## Kyrkobyggnaden
Kyrkan byggdes på 1920-talet som en småkyrka inom S:t Pauli församling. Den invigdes officiellt den 6 januari 1928, men användes redan exempelvis vid julottan 1927. Arkitekt var domkyrkoarkitekten i Lund, Theodor Wåhlin. Backaborna bidrog till viss del själva till kostnaden genom att bland annat köpa symboliska tegelstenar för 10 öre/styck. När Kirseberg bildade egen församling 1949, blev kyrkan församlingskyrka.
I mitten av 1970-talet byggdes församlingshemmet i direkt anslutning till kyrkan och den mindre mottagningsdelen och huset fick den U-form det har nu. 2007 gjordes en omfattande renovering av församlingshemmet och utrustades bland annat med restaurangkök för att kunna ta emot gäster på minnesstunder, bröllopsmiddagar, dagskonferenser med mera. Det nyrenoverade huset återinvigdes den 6 januari 2008 (kyrkans 80-årsdag)

## Inventarier
Altaret är från början av 1980-talet. Ett korfönster med gaffelkors i bruna och orange toner har konstnären Stig Carlsson som upphovsman och invigdes till Pingst 1980. Två glasfönster, ett på vardera sidan i koret, föreställer "Jesu dop" och "Nattvarden". De har utförts av konstnären Gunnar Torhamn.

### Orgel
- 1930 byggde A. Mårtenssons Orgelfabrik AB, Lund en orgel med 10 stämmor.
- Den nuvarande orgeln är byggd 1974 av J. Künkels Orgelverkstad AB, Lund och är en mekanisk orgel.

| Ryggpositiv I     | Huvudverk II  | Pedal       | Koppel |
| Rörflöjt 8'       | Trägedackt 8' | Subbas 16´  | I/P    |
| Koppelflöjt 4'    | Salicional 8' | Oktavbas 8' | II/P   |
| Kvinta 2 2/3'     | Principal 4'  | Gemshorn 4' | II/I   |
| Principal 2'      | Täckflöjt 4'  | Fagott 16'  |        |
| Ters 1 3/5'       | Blockflöjt 2' |             |        |
| Krumhornsregal 8' | Mixtur III    |             |        |
| Tremulant         | Dulcian 8'    |             |        |

#### Kororgel
- Den nuvarande kororgeln byggdes 1970 av E A Setterquist & Son, Strängnäs och är mekanisk.

| Manual            |
| Gedackt 8'        |
| Principal 4'      |
| Flöjtprincipal 2' |

## F10
Skånska flygflottiljen (F10) var förlagd till Bulltofta under andra världskriget och Kirsebergs kyrka fungerade som flottiljens församlingskyrka. I kyrkan finns sedan den 25 september 1945 en minnestavla över de 17 personer från flottiljen som omkom under kriget. Samtidigt installerades en modell av J20 hängande i taket som votivflygplan, men detta modellplan är numera nertaget då, enligt kyrkan, "det associerar till krig".

## Galleri

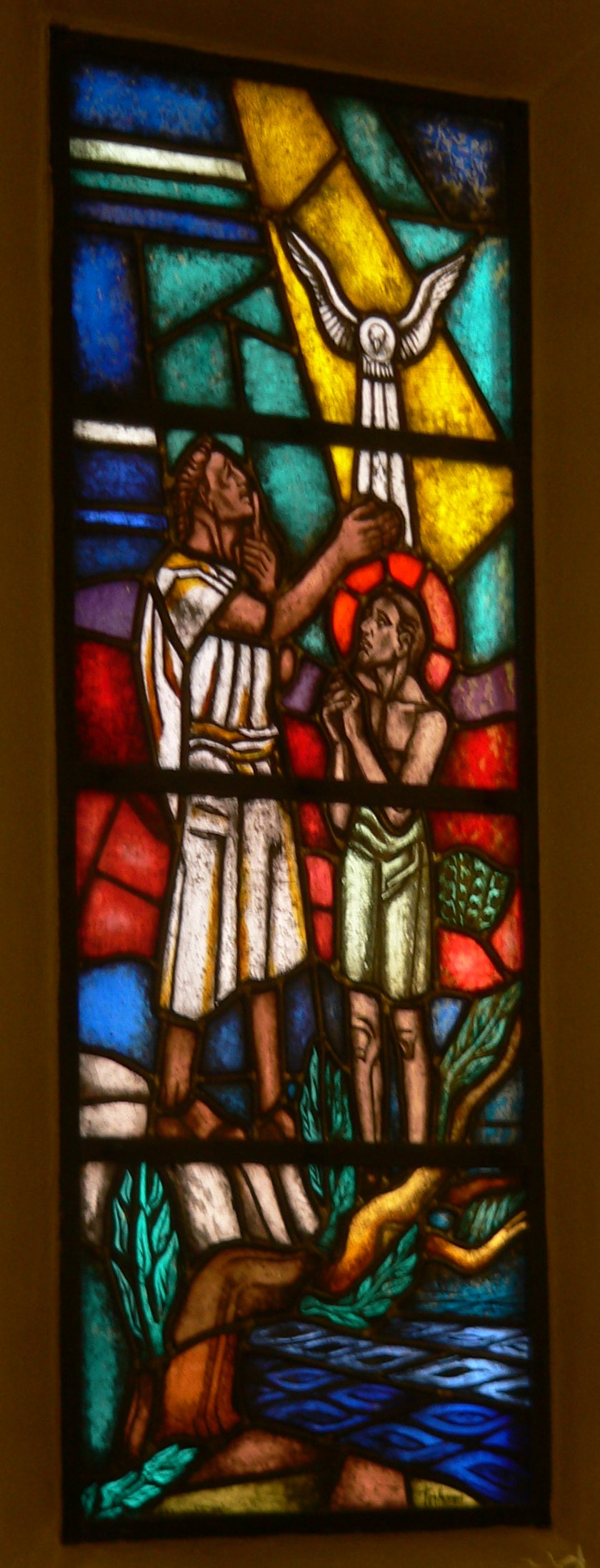
Östra korfönstret föreställande Johannes döparen och Jesus.
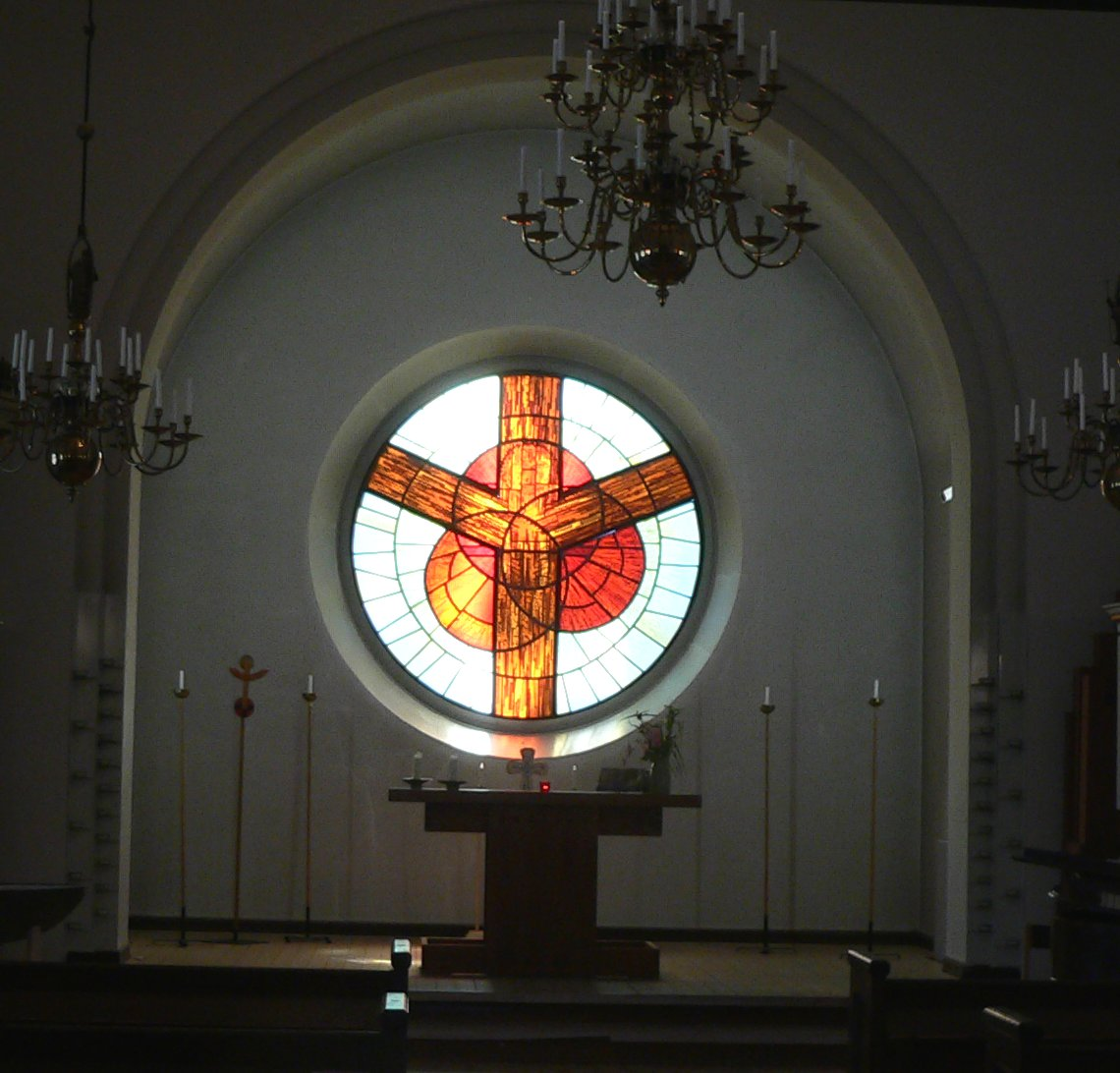
Koret, altaret och det centrala korfönstret med tre röda cirklar symboliserande treenigheten.
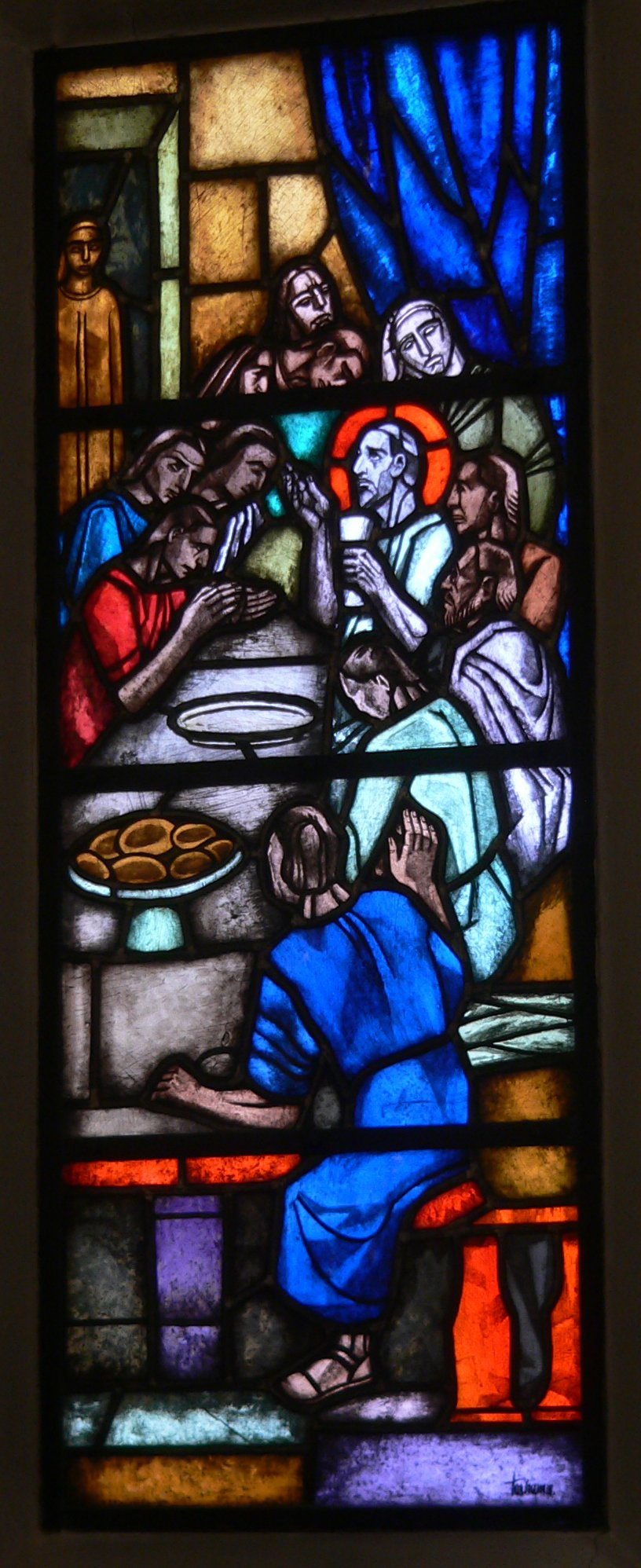
Västra korfönstret föreställande den sista måltiden.
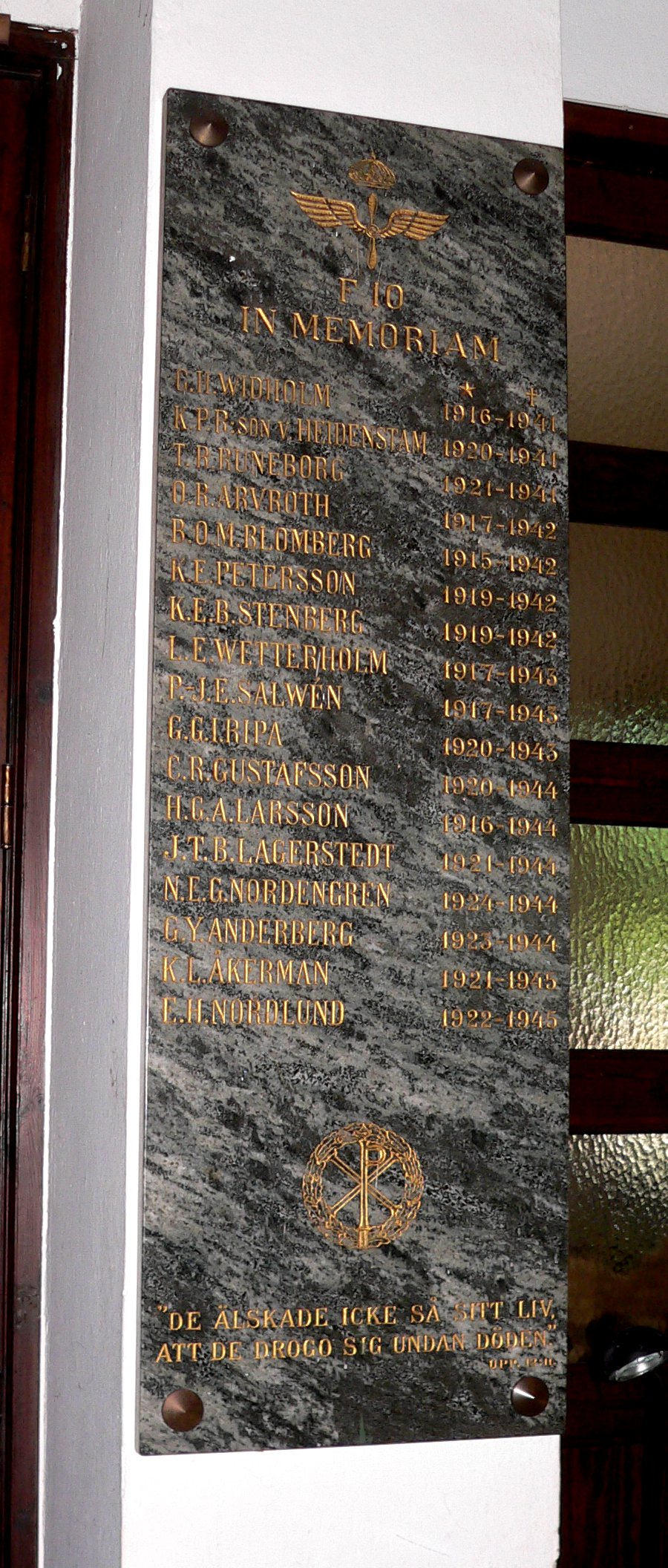
Minnesplattan över de sjutton som omkom i tjänsten vid F10 under andra världskriget.
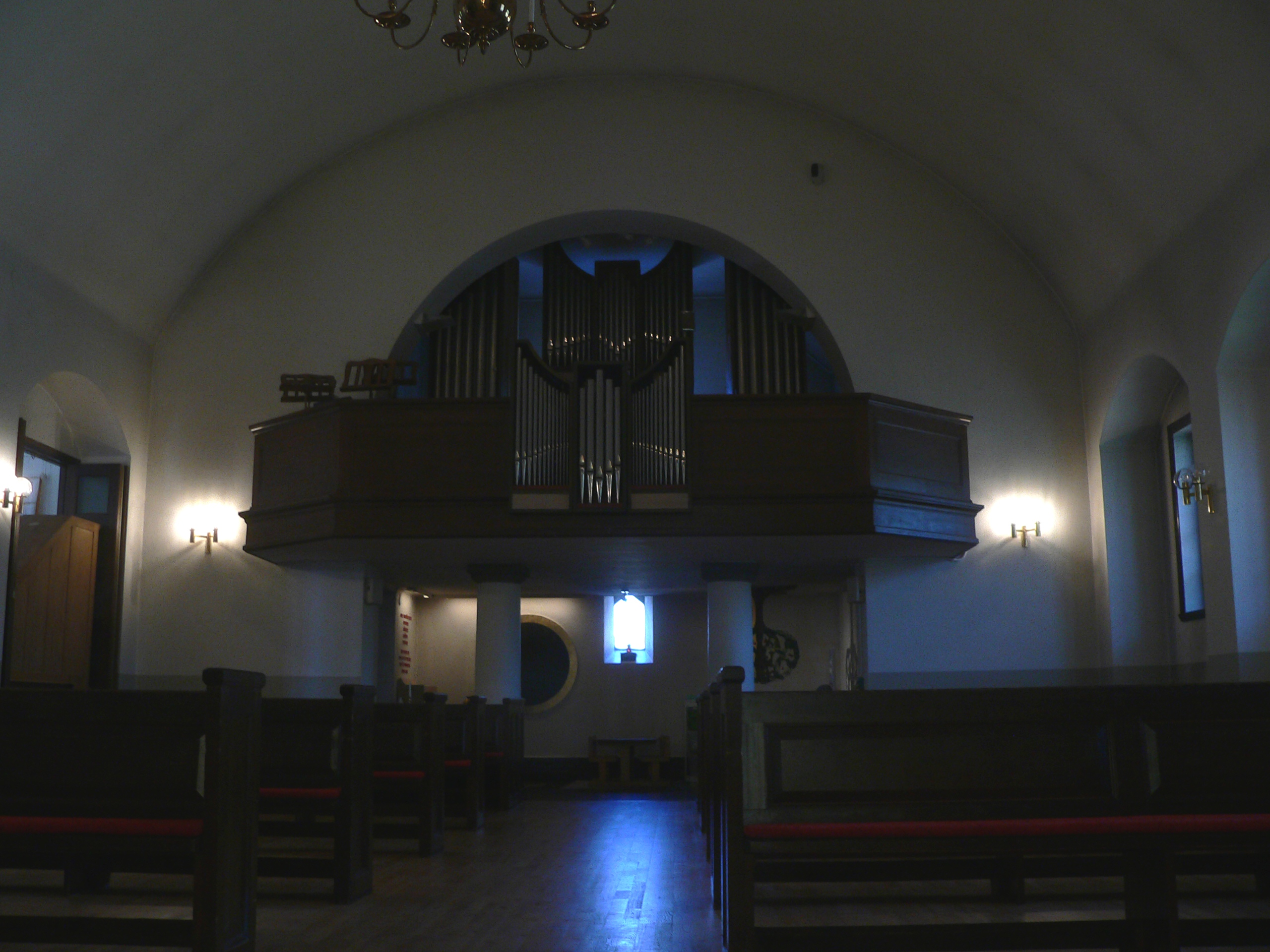
Läktarorgeln.
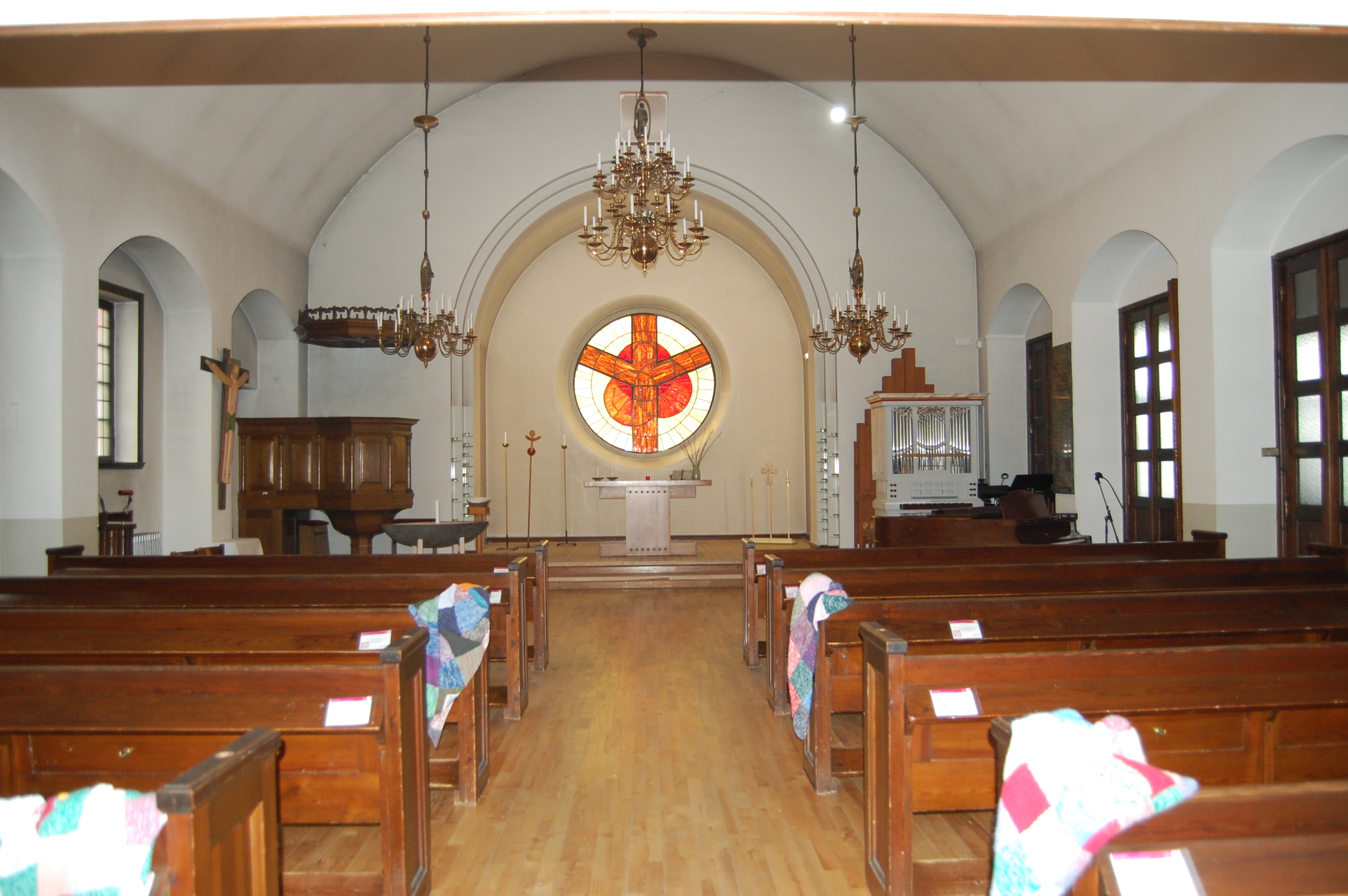
Kirsebergs kyrkosal